# Řehoř z Nareku
Svatý Řehoř z Nareku (arménsky: Գրիգոր Նարեկացի Grigor Narekaci; ok. roku 944 – ok. 1010, Narek) byl jedním z největších arménských básníků a učenců, mnich.

## Život
Narodil se okolo roku 944, udává se také rok 950. Byl synem biskupa Andzevaciku Chosrova (tehdy ještě nebyl celibát povinný). Řehoř a jeho bratr Jan byli dáni do kláštera v Nareku, na jihu od Vanského jezera (v současnosti ve východním Turecku). Je autorem Knihy nářků, perly arménské poezie. Práce byla vytvořena na počátku 11. století, protože autor roku 999 zmiňuje v Arménii jako vládce byzantského císaře Basileia II. Bulgaroktona.
S Řehořem je spojen příběh: „Jednoho dne přišli do kláštera vysocí církevní hodnostáři a Řehoř je obsluhoval. Připravil pečené ptáky, ale zapomněl, že je období postu. Při pohledu na rozhořčené návštěvníky prosil Boha o pomoc, ptáci obživli a odletěli oknem.“
Dne 23. února 2015 papež František potvrdil dekret o prohlášení svatého Řehoře učitelem univerzální církve.

## Kult
V arménské apoštolské církvi je jeho svátek oslavován 25. ledna a v katolické církvi 27. února.